# Gurgel Tocantins
O Tocantins foi um jipe compacto da Gurgel. É uma evolução do renomado Gurgel X-12.